# Önsta Gryta kyrka
Önsta Gryta kyrka är en kyrka i Önsta församling i Västerås stift. 1984 invigdes den första kyrkan i stadsdelen Önsta-Gryta i norra Västerås, men med tiden blev den alltför trång. Istället för att bygga ut valde församlingen att bygga en helt ny kyrka, intill det tidigare församlingshemmet i Gryta gård. Den äldre kyrkobyggnaden såldes till Syrisk-ortodoxa kyrkan.
Bland inventarierna finns två framställningar av Jesus, dels en kopia i naturlig storlek av Bertel Thorvaldsens Den uppståndne Kristus i Lego, dels en 7,5 meter lång pärlplatta med motiv efter Leonardo da Vincis målning Nattvarden.

## Historia
Stadsdelen Önsta-Gryta började ta form i slutet av 1970-talet och växte kraftigt under de följande decennierna. Från början var församlingsborna hänvisade till Rönnby kyrkcenter i grannstadsdelen Rönnby. 1983 köpte den dåvarande församlingen huvudbyggnaden till Gryta gård och året därpå byggde man en ny kyrka intill Önsta centrum, några hundra meter ifrån gårdsbyggnaderna, ritad av arkitekt Peter Paul Hoffman.
Kyrkan blev dock ganska snart för trång. Efter fem års förberedelser kunde ett nytt kyrkbygge inledas 2006, intill Gryta gård. Den äldre kyrkan sålde man till Sankt Eliyos syrisk-ordoxa församling i Västerås som inredde en ny kyrka i byggnaden. 
Önsta-Gryta kyrka är ritad av Nina Åström på Sweco och invigdes påskdagen 8 april 2007 av biskop Claes-Bertil Ytterberg genom att han slog sin kräkla tre gånger i porten. Sedan hölls en mässa som omkring 500 personer besökte.  En del av inredningen togs med från den äldre kyrkan, men mycket nytillverkades också, och en del har sedan invigningen tillkommit.

## Kyrkobyggnaden
Kyrkan ligger uppe på en kulle mitt i ett bostadsområde men avskild av ett grönområde som genom de stora kyrkfönstren också präglar kyrkans lokaler. Byggnadens östra del från 2007 rymmer utöver kyrkosalen också samlingssalar och kontor. Den vitputsade kyrksalen sträcker sig högre än resterande lokaler, som till stor del består av glasade partier och målad, liggande panel. Den västra delen av lokalen består av den på början av 1900-talet byggda mangårdsbyggnaden vid Gryta gård, som numera är putsad i ljus, gul nyans. Här finns bland annat kök och lokaler för församlingens barnverksamhet. Lokalerna är sammanbyggda av en inglasad entré. Söder om kyrkan finns gårdens två bevarade flyglar med röd, stående panel. Den äldsta är från 1700-talet.
Kyrkosalen har högt i tak och vita väggar, med mycket ljusinsläpp genom flera fönster. Altaret är placerat i kyrksalens nordöstra hörn, med ett enkelt altarbord och ett rundat knäfall, med en liten utbyggnad bakom som lyses upp av fönsterspalter på båda sidor. De öppna bänkarna är placerade i vinkel, liksom läktaren ovanför dem mot de bakre väggarna, där det står lösa stolar. Till höger om altaret står orgeln.
I direkt anslutning till kyrkan finns en kyrkpark, med bland annat ett utegym, som invigdes 2010.

## Inventarier
- Ovanför läktaren på kyrksalens västra vägg hänger sedan 2011 en av världens största pärlplattor, föreställande Leonardo da Vincis målning Nattvarden. Den är lagd av omkring 450 000 pärlor och är 1,5 gånger 7,5 meter stor. Plattan var ett samarbete mellan församlingen och skolorna i närheten, och totalt hjälptes omkring 1000 elever och pedagoger åt att lägga pärlorna.[2]
- Lagom till kyrkans tvåårsdag, 2009, invigdes en staty byggd av 30 000 legobitar, i form av en kopia i naturlig storlek av Bertel Thorvaldsens Den uppståndne Kristus, som finns i Vor Frue Kirke i Köpenhamn. Skissen hjälpte elever vid ABB Industrigymnasium till med, medan församlingsborna stod för själva byggandet.[6]
- Till Önsta kyrkas 10-årsjubileum 1994 ritade arkitekt Ehrling Sjöberg nytt processionskors, ambo och dopljusstake samt även ställ till dopfunten. Dopskålen är skapad av Balzar Beskow i Arbrå 1984.[1]
- Altartavlan, som visar nattvarden, fungerade från början som ett kyrkfönster i Önsta kyrka. Det är tillverkat av Mats Berge, efter skiss av Nils-Aron Berge.[1]
- Orgeln, byggd av Hammarbergs Orgelbyggeri AB invigdes 1987 och har 12 stämmor. Även den kommer från Önsta kyrka.[1]
- I det öppna kyrktornet hänger en 315 kg tung klocka, gjuten av Bergholtz klockgjuteri 1984 till en klockstapel vid den gamla kyrkan. Dess inskription är bland annat hämtad från Matteusevangeliet: ”Kom till mig, alla ni om är tyngda av bördor; jag skall skänka er vila”[1]